# Култура Казахстана
Култура Казахстана је култура народа Казахстана, формирана током неколико вијекова на територији савременог Казахстана. 
Култура Казахстана обухвата многе елементе који се заснивају на географији, књижевности, архитектури, плесу и музици становништва које живи на простору Казахстана и посебно на културу народа Казаси у Казахстану и дијаспори.
Модерна култура Казахстана се углавном карактерише као синтеза тенгринских номадских и исламских и европских елемената. Номадски елементи потичу од претходника, као што су Хуни, Први турски каганат, Златна Хорда и Казашки канат. Номадство је у великој мјери обликовало његову осебујну музику, одјећу, накит и усмену књижевност. Изгледа да је и казашка култура под јаким утицајем номадских Скита. Казашка култура је веома условљена начином живота који су формирали Турци.
Пошто је сточарство било централно у традиционалном начину живота Казахстана, већина њихових номадских пракси и обичаја се на неки начин односи на стоку. Традиционалне клетве и благослови су призивали болест или плодност међу животињама, а добро понашање захтевало је да се човјек при дочеку прво пита за здравље стоке, а тек потом да се распита о људским аспектима његовог живота. Прије руског освајања, Казаси нису имали добро артикулисану породичну културу засновану на њиховој пастирској економији.

## Традиционална кућа
Традиционални казашки стан је јурта, шатор који се састоји од флексибилног оквира од врбовог дрвета прекривеног филцом различите дебљине. Отворени врх омогућава излазак дима из централног огњишта; температура и промаја се могу контролисати помоћу поклопца који повећава или смањује величину отвора. Правилно направљена јурта може се љети хладити, а зими загријавати, а може се раставити или поставити за мање од сат времена. Унутрашњост јурте има ритуални значај; десна страна је углавном резервисана за мушкарце, а лијева за жене. Јурте се такође често користе као декоративни мотив у ресторанима и другим јавним зградама.

## Посебности
Постоји много различитих концепата који карактеришу културу Казахстана, а сваки заслужује посебан чланак.
Предмети за домаћинство, као што су: јурта, степски зергерс, пијала, национална одјећа Казахстана, капица, саукеле.
Музички инструменти: домбра, кобиз.

## Модерни утицаји
Данашњи Казахстан је модерна култура, која напредује у постсовјетској ери. Традиционални казашки начин живота уклопљен је са утицајима западних друштава, као и од њихових руских и кинеских сусједа.

## Религија
Религија у Казахстану (2009)
Ислам је у Казахстану уведен у периоду од 7. до 12. вијека доласком Арапа. У почетку се задржао у јужним дијеловима Туркестана и проширио се на сјевер. Саманиди су помогли да се религија укоријени кроз ревносни мисионарски рад. Златна Хорда је даље пропагирала ислам међу племенима региона током 14. вијека.
Ислам је највећа религија у Казахстану, а потом руско православно хришћанство. Отприлике 70% становништва су муслимани. Већина су сунити ханефијске школе, укључујући етничке Казахе, који чине око 60% становништва, као и етничке Узбеке, Ујгуре и Татаре. Мање од 25% становништва су руски православци, укључујући етничке Русе, Украјинце и Бјелорусе. Друге вјерске групе укључују јудаизам, Бахаи вјеру, Харе Кришне, будизам и Цркву Исуса Христа светаца посљедњих дана. Такође је тренутно оживљавање традиционалне религије тенгризма, која је била највећа домородачка вјера у казашкој степи прије увођења ислама.

## Кухиња
Традиционална казашка кухиња је фокусирана око јагњећег и коњског меса, као и разних млијечних производа. Поред јагњетине, многа друга традиционална јела задржавају симболичку вредност у казахстанској култури. Стотинама година, Казаси су били сточари који су узгајали дебелорепе овце, бактријске камиле и коње, ослањајући се на ове животиње за превоз, одјећу и храну. Технике кувања и главни састојци били су под јаким утицајем номадског начина живота нације. На примјер, већина техника кувања је усмерена на дуготрајно очување хране. Постоји велика пракса сољења и сушења меса како би оно трајало, а предност се даје киселом млијеку, јер се у номадском начину живота лакше штеди.
Бешбармак, јело које се састоји од куваног коњског или јагњећег меса, најпопуларније је јело Казаса. Бешбармак се обично једе уз кувану тјестенину и чорбу звану шорпа. Традиционално се служи у казашким чинијама званим кесице. Друга популарна јела од меса укључују разне коњске делиције као што: кази (кобасица од коњског меса, могу је приуштити само богати људи), шужук (кобасица од коњског меса), кујрдак (познат и као куирдак, јело од коњских изнутрица, јагњеће или кравље које се пече на роштиљу, а затим исјецкано на коцкице и сервирано са луком и паприком), ту су и многа друга јела од коњског меса, као што су жал (димљени коњски врат) и жаја (димљени коњски кукови и задњица).
Пилав је најчешће казашко јело од пиринча са поврћем (мрквом, луком и/или бијелим луком) и комадима меса.
Национална пића су кумис (ферментисано кобиље млијеко) и чај.
Последњих година, у Астану је долазио талас младих кувара са Запада Казахстана, укључујући Ранију Ахмед, која је своје ране године провела тренирајући у ресторанима са Мишелин звјездицама у западном Лондону. Ово је довело до новог стила кухиње, који комбинује традиционална казахстанска слана јела са европским јелима брзе хране, попут бетињантаба, који су постали веома популарни код млађе генерације.

## Традиционална одјећа
Казаси носе традиционалну одећу, мада има и Казаха који се облаче у западњачку одјећу. Што се тиче традиционалне одјеће, жене носе одјећу налик кошуљи познатој као којлек. Неудате дјевојке често носе којлек, који је углавном направљен од лагане, меке тканине која наглашава струк, 3 као и шал са лубање и капом са крзном.
Након рођења првог дјетета, жена носи бијели платнени шешир (често до краја живота). Детаљи о шеширу се разликују од региона до региона. Казашке дјевојке носе панталоне од овчије коже, домаћих тканина и дебелих памучних тканина. Могу бити кратки (шалбар) или дуги (далбар). Састоји се од два дијела: доњи део (кимешка) се ставља на главу, а горњи дио се увија у турбан. Најбогатије дјевојачке капе су направљене од сјајног сомота и извезене златним концем.
Основни предмет казашке одјеће је чапан или шапан, дуга туника лабавог кроја, направљена од разних тканина и доступна у разним бојама (најчешће једнобојним или тамним). Чапани су обложени слојем вуне или памука. За разлику од друге одеће, није родно специфична и носе је мушкарци и жене. Такође, и жене и мушкарци носе купе, што је капут који се најчешће прави од лисичјег крзна, мада је у неким случајевима и од козје коже. Обично је подстављена камиљом или овчјом вуном и опшивена видриним крзном на рукавима ради топлине током раног пролећа и јесени. Женска купе се разликује од мушке по извезеној крагни. Свечани сомотски чапани украшени су златним четкицама и везом.

## Традиција

### Врсте традиција
У Казахстану постоји много традиција, а многе од њих нису карактеристичне за цијели Казахстан, већ само за његов народ Казасе.

#### Гостопримство
Казаси су познати по свом гостопримству, а многе казашке традиције су засноване на овој етничкој особини. Неке традиције су изгубљене, али неке су поново откривене. Испод су неке од традиција које настављају да играју улогу у модерном друштву Казахстана:
Конакаси (казашки: қонақасы; „конак“ – гост, „ас“ – храна) – традиција да се гост дочека и учини његов боравак што пријатнијим пружањем хране, преноћишта и забаве. У зависности од околности под којима је гост дошао, он се или назива „арнаји конак“ (каз. арнайы қонақ) – посебно позвани гост, „кудаји конак“ (казашки: құдайы қонақ) – путник намјерник, или „кидирма конак“ (казашки: қыдырма қонақ) – неочекивани посетилац.
Коримдик (казашки: көрімдік; "кору" - видјети) - традиција давања поклона особи како би јој се честитао добитак у животу. Обичај се назива коримдик, ако се добитак односи на особу или животињу (нпр. први пут видјети нечију снаху или новорођену животињу), и бајгази (казашки: байғазы), ако је добитак материјалан.
Шашу (казашки: шашу - разбацати) - традиција да се јунаци неке прилике засипају слаткишима током неког празника. Казаси вјерују да сакупљени слаткиши доносе срећу.
Бата (казашки: бата - благослов) - облик поетске умјетности, који обично даје најцјењенија или најстарија особа да изрази захвалност за пружено гостопримство, дати благослов особи која се спрема да уђе у нову фазу живота, пролази кроз изазовно искуство или одлазак на путовање.
Тусау кесу (казашки:  - пресецати везе) - традиција прослављања првих покушаја дјетета да прохода. Ноге дјетета су везане концем биијеле и црне боје које симболизују добро и лоше у животу. Кравату потом сијече женски члан родбине која је по својој нарави енергична и живахна особа, тако да дијете стиче њене квалитете. Након што је струна пресјечена, она се спаљује.
Киз узату (казашки: қыз ұзату) - прва свадбена забава коју су организовали родитељи невјесте. Буквалан превод назива очичаја је „испратити кћерку“.
Беташар (казашки:  беташар, "бет" - лице, "ашу" - отворити) - обичај (често се обавља на вјенчању) да се скине вео са лица невјесте. У новије вријема дио ритуала је мула који је позван да изведе импровизовану пјесму, у којој помиње рођаке младожење. Током његовог наступа, млада мора да се поклони сваки пут када чује име. После пјесме мајка младожења подиже вео.
Шилдехана (казашки: шілдехана) - прослава рођења дјетета.
Сујинши (казашки: сүйінші) - традиција давања поклона некоме ко је донио добре вијести.
Много посебних назива за професије и положаје у друштву: Акин (казашки:ақын), бег, Жирау (казашки:Жырау), Каган, Кан, Кхан, бахадур.
Много термина за празнике и догађаје.
Аитис је импровизована промјена два сродна, појава народне песничке песме.
Науриз је празник Доласке Пролеше по астрономском соларном календару, кодексу иранског и турског народа.
Алтибакан - штап на мотки
„Шежире“ (казашки: Шежір, у преводу – родослов) је посебан облик историјског памћења народа, посвијећен историји, такозвана „степска усмена историографија“. Имена очева се биљеже у Шежири, из генерације у генерацију.

## Језик
Казахстан је званично двојезична земља. Казашки добро говори 80,1% становништва према попису из 2021. године и има статус „државног језика“. Руски, с друге стране, говори 83,7% од 2021. године. Има исти статус као и казашки као „службени језик“ и рутински се користи у пословној, владиној и међуетничкој комуникацији.
казашки језик (kazakh, kaisak, kazak, kosach, qazaq; ISO 639-3: kaz) је језик из групације туркијских језика који је блиско повезан са ногајским и каракалпачким језиком. То је алтајски језик западне скупине туркијских језика, којим говори преко осам милионна људи у неколико азијских земаља, највише у Казахстану (5 290 000; попис 1979.), а остали у Кини (1 250 000; попис 2000.), Узбекистану (808 000), Монголији (182 000; Johnstone and Mandryk 2001), Ирану (3 000; 1982), Афганистану (2 000; 2000), 600 у Турској, у провинцијама Каyсери, Маниса (град Салихли) и граду Истанбулу.
Има неколико дијалеката: сјевероисточни, западни и јужни. Пише се на латиници у Турској, ћирилици у Казахстану (гдје је национални језик) и Монголији, и на арапском у Ирану и Кини. Постоји и казашко Брајево писмо.
Други широко распрострањен језик у Казахстану је руски.
Остали језици који се изворно говоре у Казахстану су дунгански, Или туркијски, ингушки, плотдич, и синтски ромски језик. Говоре се и бројни новији имигрантски језици, као што су бјелоруски, корејски, азерски и грчки језик.
Недавна језичка политика сугерише тројезичност као важан фактор будућег развоја земље.
- Казашко писмо (ћирилица)
- Оригинална казашка абецеда која се користи у Кини
- Кориснички водич који показује корисницима како да изаберу више система писања доступних за преглед чланака на казахстанској Википедији (ћирилица, латиница и арапски).
- Казашки распоред тастатуре
- Прва страна књиге са информацијама - Мухтар Ауезов, Дела, дванаест томова. Уредништво: Базарбаев М. (главни уредник), Дуисенбаев М., Каратаев М., Мусирепов Г., Силцхенко М. Издавачка кућа "Јазусхи", Алмати - 1969
- Казашко арапско и латинично писмо, 1924.
- Казашки латинични алфабет (2020. верзија - финална)

## Књижевност
Казашка књижевност се дефинише као „комплет књижевности, како усмене тако и писане, коју је на казашком језику произвео казашки народ Централне Азије“.
 Казашка књижевност је духовно и културно наслијеђе казашког народа, која се преноси са генерације на генерацију, драгоцјено благо првобитно говорне умјетности.
Класификација казашке писмене књижевности
Ако казахстанску књижевност подјелимо по историјској димензији, она је класификована на следећи начин:
- Номадска племенска књижевност
- Књижевност античког доба
- Казашка књижевност 15.—18. вијека
- Казашка књижевност 19. — почетак 20. вијека
- Казашка књижевност у совјетско доба
- Независна казашка књижевност

Најважнија улога у развоју модерног казашког књижевног језика припада Абају Кунанбајеву (каз. Абай Құнанбайұлы) (1845–1904), који је био велики казашки пјесник, композитор и филозоф. Абајеви писи су много допринијели очувању народне културе Казахстана. Абајево главно дјело је Књига ријечи (казашки: қару сөзпери, Кара создери), филозофска расправа и збирка пјесама у којима критикује руску колонијалну политику и подстиче друге Казасе да прихвате образовање и писменост.
Штампа
Крајем 19. века постојале су две публикације под називом „Гласник провинције Туркистан” и „Гласник провинције Дала”. До 1905. године појавио се велики број нових новина и часописа. Године 1907. група казахстанских интелектуалаца почела је да издаје у Санкт Петербургу новине „Серке“, чији је уредник био Абдирашид Ибрахимули. У другом броју овог листа М. Објављен је чланак Дулатова „Наш циљ“. Часопис „Ајкап”, „Киргишка степнаја газета”, „Степној крај”, „Казах” новине су одиграле значајну улогу у промовисању идеја образовања и образовања међу масама и ширењу система основног образовања.
Књижевни часописи у Казахстану почетком 20. вијека
Ајкап је казашки друштвено-политички и књижевнокритички часопис који је излазио између 1911. и 1915. године и био је писан арапским писмом. Мукхаметзхан Сералин је био уредник и идејни инспиратор часописа. Часопис је дао велики допринос развоју књижевности и формирању казахстанског књижевног језика. Ту су објављени истраживачки чланци о усменој књижевности, етнографији и историји. У то време је часопис „Ајкап” промовисао отварање школа и медреса на селу, реформишући старе школе. У часопису су објављивана дела преведена са турског и персијског језика, на пример: Шахнама од Фирдаусија.
Од 1911. године излази лист „Казахстан“, чији је уредник био Сагингереј Бокејев. Поред политичких чланака, у листу су објављени и истраживачки чланци о казашкој и ногајској народној књижевности.
У развоју националне штампе посебну улогу су одиграле новине „Казах“, које су излазиле у Оринбору и Торгају између 1913. и 1918. године под уредништвом Ахмета Бајтурсинулија.
Главни задаци листа били су подизање културе казахстанског народа, развој казахстанског књижевног језика и књижевности. На страницама новина усмена књижевност Букејханова и А. Много простора дато је Бајтурсиновим радовима о казашком језику и казашкој књижевности.
Преводи казашке књижевности
Влада Казахстана је 2021. године финансирала превођење 100 познатих међународних књижевних дјела и уџбеника на казашки језик. Преведена дјела обухватају теме из хуманистичких наука, најпродаваније модерне класике, уџбенике економије и друштвених наука и још много тога.
Савез књижевника Казахстана
Савез писаца Казахстана (казашки језик: Qаzаqstаn Jаzuşylаr Odаğy, руски језик: Союз писателей Казахстана) је казашка књижевна организација, основана 1930-их. Од њеног оснивања, најмање 750 водећих казашких писаца било је повезано са савезом.
Књижевни фестивал
Китапфест је казашки републички књижевни фестивал и сајам књига посвећен промоцији културе читања, који се одржава у циљу повећања друштвено значајног статуса књиге и привлачења различитих категорија становника читању, давања статуса града за читање Алматију и повећања размјене књиге.
Издавачка дјелатност Казахстана
Оснивање до сада запостављене штампарије утицало је на развој културе. Период процвата казахстанског периодичног издаваштва дошао је почетком 20. века. У то време, штампање књига се брзо развија у културним центрима као што су Семипалатинск, Омби и Урал.
У садашњој фази раде издавачке куће: «Казахстан», «Жазушы», «Жалын», «Рауан», «Онер», «Кайнар», «Гылым», «Билим», «Санат», «Балауса», «Ана тили», «Казах энциклопедиясы», «Дауир», «Сарыарка» и приватних издавачких кућа «Жеты жаргы», «Жибек жолы», «Атамура», «Олке», «Ел», «Ер-Даулет» и др.
Издавачка кућа Steppe & World Publishing
- Фестивал књиге Китапфест, Алмата 2016., улазна капија
- Сабрана дјела у 10 томова акина Жамбила Жабајулија на руском (том 1 и 2 фактички недостаје Алмати, издавачка кућа Казигурт, 2020-2021).

## Умјетност
Кара жорга — Казашки и киргиски народни плес.
Сваке године казашки занатлије учествују у такмичењу "Шебер". Такмичење је дио програма „Развој заната и оживљавање народне умјетности и заната у Казахстану“, који је почео 2006. године како би се повећала конкурентност производа казашких занатлија у земљи и иностранству. Овај програм спроводе Савез занатлија Казахстана, „Шеврон“, Евроазијска фондација Централне Азије, Казашко Министарство културе и информисања и Канцеларија кластера УНЕСКО-а у Алматију.

## Кинематографија
Филмски студио Алма-Ата организован је 1934. године, а касније 9. јануара 1960. године преименован је у филмски студио Казахфилм. Тренутно (2010) ово је једини филмски студио у Републици. Анимацију у Казахстану такође је изводио само студио Казахфилм.
Посљедњих година активно се развија филмска продукција ван Казахфилма и директно уз њено учешће. То су студији као што су „Сатајфилм“, „Маусимфилм“ и многи други. Такође, у производњи филмова учествују ТВ канали КТК, Казахстан итд.
У септембру 2006. године, влада је објавила да финансира дистрибуцију вишемилионског филма под називом Номад, о новој историји нације коју је створила влада Казахстана. Филм је почео да се снима 2003. године и имао је више проблема у развоју, а коначно је објављен 2006. године.
Од тада су објављени филмови као што су Монгол, Тулпан и Келин. Сва три филма пријављена су за Оскара за најбољи филм на страном језику. Филм Тулпан освојио је Prix Un Certain Regard на Филмском фестивалу у Кану 2008. Келин, филм без дијалога и говора, ушао је у ужи избор за награду Оскара 1982. године.

## Музика

### Чаробне пјесме вјечне степе
Чаробне пјесме вјечне степе (енглески, оригинални назив Magic Songs of the Eternal Steppe) је серија концерата у Карнеги холу и Кенеди центру у част манифестације Дани културе Казахстана у Сједињеним Америчким Државама. На концертима се изводе казашка народна музика и ремек дјела западне класичне музике, као и америчке пјесме у извођењу Казашког националног оркестра народних инструмената Курмангази, Казашког националног хора Бајкадамов и групе казашских солиста.

### Симфонијски оркестар казашког националног конзерваторија Курмангази
Симфонијски оркестар казашког националног конзерваторијума Курмангази основан је 1947. године. Први вођа оркестра био је професор К. Бабајев. Оркестар има широк репертоар који укључује Хајдна, Моцарта, Бетовена, Шуберта, Брамса, Листа, Сен Санса, Бизеа, Равела, Франка, Малера, Орфа, Чајковског, Рахмањинова, Мусоргског, Шостаковича и многе друге.

## Позориште
У 2009. години републичка позоришта су поставила више од хиљаду представа. Према ријечима шефа Министарства културе и информисања Републике Казахстан Мухтара Кул-Мухамеда, позоришне премијере су распродате и улазнице је већ тешко набавити.

## Спорт
Казахстан је гајио велико интересовање за спорт, физичко васпитање и ваннаставне активности. Казахстан је постигао одређене успјехе на међународним такмичењима у дизању тегова, хокеју на леду и боксу. Казахстан је освојио осам медаља на Летњим олимпијским играма 2004, што је највећи број за било коју нацију у Централној Азији.
Фудбал је најпопуларнији спорт у Казахстану. Фудбалски савез Казахстана (ФФК) је национално управно тијело овог спорта. ФФК организује мушку, женску и футсал репрезентацију. Казахстанска супер лига је врхунско такмичење у спорту у земљи.
Друмски бициклизам је најуспјешнији спорт у Казахстану. Многи професионални бициклисти који се такмиче на европским стазама долазе из Казахстана. Најистакнутији је Александар Винокуров, чија достигнућа укључују двије побједе Париз–Ница (2002., 2003), треће мјесто на Тур де Франсу 2003. и прво мјесто на Амстел трци за злато 2003. године. Винокуров предводи тим Астане Казакстаан, који подржава коалиција казахстанских компанија. Овај тим је регистрован као УЦИ ПроТеам и такмичи се у великим тркама, укључујући Тур де Франс.
Рагби јунион је популаран спорт у Казахстану, са преко 10.000 навијача који се стално појављују да гледају како игра национални рагби тим Казахстана. Недавне велике победе над Шри Ланком и рагби тимом из Арабијског залива дале су казашкој страни разлог да вјерује да су могли да буду кандидати за пласман на Свјетско првенство у рагбију 2011. године. Казахстан тек треба да се квалификује за Свјетско првенство у рагбију.
Џудиста Јелдош Сметов освојио је три олимпијске медаље за Казахстан): златну медаљу у Паризу 2024. године у категорији до 60 килограма, сребро у Рију 2016. године и бронзу у Токију 2020. године.

## Култура Казахстана у 20. вијеку
Истовремено са успостављањем совјетске власти почеле су да се спроводе мјере културне обнове. Посебна пажња посвећена је развоју образовања у земљи. Казашки национални интелектуалци су успјешно радили креативно и дали велики допринос убрзању процеса културног развоја.
Написани су уџбеници на казашком језику. Аутори оваквих уџбеника су представници казашких интелектуалаца - Ахмед Бајтурсинов, Жусупбек Ајмаутов, Сакен Сејфулин. Први школски уџбеник на казашком језику саставио је Каниш Сатбајев из алгебре, из географије Алихан Букејханов, а из историје Казахстана професор Санжар Асфендијаров. Године 1929. извршен је прелазак са казашког писма заснованог на арапском писму на латинично писмо.
Почетак 20. вијека био је посебан период у историји казашке књижевности. Постављен је темељ савременог казахстанског књижевног језика, појавиле су се нове стилске форме, казашки писци су почели да савладавају нове жанрове. Креативност Шпандијара Кобејева је карактеристична за овај период. Креативна каријера Кобејева почела је превођењем дјела руских писаца на казашки језик. Ш. Кобејев Ј. Збирка примјера преведених са Крилова објављена је 1910. године. Роман „Калин Мал“ објављен 1913. године и био је значајан догађај у историји казашке књижевности.
Султанмахмут Торајгиров је био једна од истакнутих личности казашке књижевности на почетку 20. вијека. Студирао је у сеоској школи и у троицкој медреси. Године 1913-1914., С. Торајгиров је своје прве пјесме и приче углавном на тему друштвене неједнакости објавио у часопису „Айқап”. У то време почиње да пише роман „Қамар сұлу”.
Мукхаметжан Сералин, изузетан казашки пјесник, новинар, јавна личност, оставио је значајан траг у казашкој књижевности. Рођен је у породици познатог пјесника и студирао је у медреси, дворазредној руско-казашкој школи. У периоду 1900-1903. године, написао је пјесме "Топжарған", "Топжарған". Године 1914. М. Сералин је превео пјесму „Рустем-Зукхраб“ из „Шахнаме“ Фирдаусија на казашки језик. Главно поље његовог рада било је новинарство. Био је главни и одговорни уредник часописа „Ајкап”. Издавање часописа сматра се значајним догађајем у културном животу Казахстана тог времена.
Једна од најпознатијих и најистакнутијих књижевних личности почетка 20. вијека био је пјесник, турски научник, преводилац, учитељ, портпарол, јавна личност - Ахмед Бајтурсинов. У своје вријеме био је жртва неправде и стаљинистичких прогона, а више од пола вијека његово име није остало упамћено и није могао да заузме мјесто које му припада у историји Казахстана. Рођен је у породици утицајног вође клана који је послат у редове због учешћа у борби против колонијалне војске. Ахмед, остао без оца, завршио је школу Торгаи и отишао у Оринбор да настави школовање. Од 1895. године Бајтурсинов се бави педагошким и књижевним активностима. Сва његова креативност била је усмерена на поучавање свог народа умјетности и образовању. И сам је био представник дубокоумног и интелигентног дијела казашког друштва. Његово прво поетско дјело превео је на казашки језик И. А. Криловова збирка пријмера била је „Четрдесет примјера“. Збирка је објављена у Санкт Петербургу 1909. године, више пута је прештампана и широко распрострањена међу Казасима. Ова збирка га је учинила познатим као пјесника, преводиоца и грађанина који је свим срцем одан свом народу. Године 1911. и 1914. у Оринбору је засебно објављена збирка песама „Маса”. А. Бајтурсинов је дубоко схватио да се успон културе може остварити вршењем општеобразовних послова и савладавањем достигнућа људске културе у цјелини. Период 1913-1917 - је важан период у животу Бајтурсинова. У то вријеме био је уредник јединих казашких новина која је излазила у Оринбору на казашком језику. Овдје је читаоце упознао са богатим духовним насљеђем народа и позвао их на свјетлост знања и духовне зрелости. Објавио је много чланака о питањима народног образовања, књижевности и лингвистике.
Државна и јавна личност Алихан Букејханов одиграла је важну улогу у развоју културе казашког народа. Његова дјелатност је била вишеструка. Написао је низ научних чланака о шумарству, економији, историји, сточарству, етнографији, усменој књижевности. Усредсредио се на европску културу у својим чланцима М. Љермонтов, А. Чехов, В. Короленко, Л. Толстој, А. Пушкином, В. Скот, В. Такери, Ч. Дикенс и многи други. У његовим дјелима нашироко су обрађиване мисли ових писаца, а цитирани су и неки одломци из њихових дјела. Букејханов је дубоко проучавао Абајево дјело и први је објавио збирку Абајевих песама и црних ријечи.
Миржакип Дулатов је једна од великих личности казашске књижевности на почетку 20. вијека. М. Дулатов је у почетку похађао сеоску школу, а затим је наставио школовање у руској школи, самообразован је. Захваљујући свом труду, савладао је руски језик и проучавао дјела руских и страних писаца. М. Дулатов је широко признат као пјесник и писац, аутор збирки пјесама и првог казахстанског романа - "Бақытсыз Жамалдың". Роман су веома цјенили руски критичари и казашко друштво. М. Дулатов је преводио дјела А. Пушкина, М. Љермонтова, И. Крилова и Шилерова дјела на казашки језик. Био је неуморни иноватор и реформатор казашког књижевног језика, унио је нове ријечи и појмове у своја дјела.
Почетком 20. вијека започео је креативни пут талентованог казашког писца и драмског писца Жусипбека Ајмаутова. Завршио је сеоску школу, наставио школовање у руско-казахској школи, а 1914. године уписао је учитељску богословију у Семеју. Његова главна дјела написана су у совјетско време. Међутим, Ајмаутов је био укључен у рад часописа "Абај" још 1917. године.
Рад Магжан Жумабајева заузима посебно мјесто у казашкој поезији. М. Жумабајев је био један од најактивнијих и најсвјетлијих идеолога казашке просвјетитељске мисли. До 1925. године био је противник совјетске власти и писао је дјела усмјерена на буђење националног духа и тежњу ка слободи. Магжан је почео да пише пјесме са 14 година, његови радови су објављени у свим новинама и часописима на казашком и татарском језику. Године 1912. у Казању је објављена збирка његових пјесама под називом „Шолпан”. Увођење нових поетских облика у умјетност казашке поезије директно је повезано са Жумбајевим. Познавајући дубоко назачки, арапски, персијски, турски и друге језике турских народа, од дјетињства је похађао песничку школу Абај и Махамбет. Током година Стаљиновог гњева, његов рад је био забрањен. М. Жумабајев је ухапшен и послат прво у Беломорканал, а затим у логор на Соловцима. Стријељан је 1938. године.
- Сакен Сејфулин, 1922.
- Санжар Асфендијаров, 1914.
- Ахмед Бајтурсинов

## Формирање казашке штампе
Оснивање до сада запостављене штампарије утицало је на развој културе. Период процвата казашког периодичног издаваштва дошао је почетком 20. вијека. У то вријеме, штампање књига се брзо развија у културним центрима као што су Семипалатинск, Омби и Урал. Крајем 19. вијека постојале су двије публикације под називом „Гласник провинције Туркестан” и „Гласник провинције Дала”. До 1905. године појавио се велики број нових новина и часописа. Године 1907. група казашких интелектуалаца почела је да издаје у Санкт Петербургу новине „Серке“, чији је уредник био Абдирашид Ибрахимули. У другом броју овог листа М. Објављен је чланак Дулатова „Наш циљ“. Царски шпијуни су на новине гледали као на „хушкање казашког народа против свих владиних канцеларија и представника“ и затворили су га. У марту 1907. године у Троицком је изашла „Казашка газета“, која је већ првим бројем била забрањена.
Часопис „Ајкап”, „Киргишка степнаја газета”, „Степној крај”, „Казах” новине су одиграле значајну улогу у промовисању идеја образовања и образовања међу масама и ширењу система основног образовања. Године 1911. у Троицком је изашао први број часописа „Ајкап”. Мукхаметжан Сералин је био уредник и идејни инспиратор часописа. Часопис је дао велики допринос развоју књижевности и формирању казашког књижевног језика. Ту су објављени истраживачки чланци о усменој књижевности, етнографији и историји. У то време је часопис „Ајкап” промовисао отварање школа и медреса на селу, реформишући старе школе. У часопису су објављивана дјела преведена са турског и персијског језика, на пример: Шахнама од Фирдаусија. Од 1911. године излази лист „Казахстан“, чији је уредник био Сагингереј Бокејев. Поред политичких чланака, у листу су објављени и истраживачки чланци о казашкој и ногајској народној књижевности. У развоју националне штампе посебну улогу одиграле су новине „Казах“, које су излазиле у Оринбору и Торгају између 1913. и 1918. године под уредништвом Ахмета Бајтурсинулија. Главни задаци листа били су подизање културе казашког народа, развој казашког књижевног језика и књижевности. На страницама новина А. Усмена књижевност А. Букејханова, много простора дато је Бајтурсиновим радовима о казашком језику и казашкој књижевности.
Септембра 1913. у Петропавловску је почео да излази лист „Есил даласи“ на татарском и казашком језику. Забрањен је крајем године због „ширења револуционарних идеја”. Од 1916. до краја 1917. године излазио је недељник „Алаш“ на чијем је челу био Тогисов. Послије Фебруарске револуције 1917. године почиње да излази већи број листова и часописа различите оријентације: од јуна недељник „Сарарка” у Семипалатинску, књижевни часопис „Абај” и лист „Халик соси” на Уралу, лист „Уран” на Уралу и два пантурска и модерна часописа у Ташкенту „Бирлик туј” и „Жас Алаш” са главним уредником Мустафом Шокајем, новинама „Тирчих”, који су заузели позицију блиску. Казашки лист, почео је да излази у Акмоли.

## Програм у Казахстану Рухани Жангјру
Савремени Казахстан доживљава период националног препорода; у извештају председника Н. А. Назарбајева, промјене у земљи су окарактерисане као оживљавање националне државности.
Народни занати, народни обичаји, обреди и национални спортови, религија титуларне нације, национално образовање и казахстански језик, жанр пјесме и версификација на казашком језику такође се оживљавају.
Предсједник Нурсултан Назарбајев је изнио шест конкретних пројеката осмишљених да започну духовну модернизацију Казахстана у свом главном документу „Курс ка будућности: модернизација казашког идентитета“, који је објављен у априлу 2017. године. Пројекти укључују сљедеће елементе:
- корак по корак прелазак казашког језика на латинично писмо и ново хуманитарно знање
- 100 нових уџбеника на казшком језику
- Туган Жер (казашки језик: туған жер)
- Света географија Казахстана
- Модерна казашка култура у глобалном свијету
- 100 нових лица Казахстана.[47]

Презентација Антологије преведене на енглески језик одржана је у Британској библиотеци у Лондону 25. септембра 2019. године. Cambridge University Press је заједно са британским стручњацима за књижевно превођење превео и објавио збирке казашке књижевности на енглеском језику.
Важан дио програма је Седам аспеката доктрине Велике степе, коју је описао предсједник Назарбајев. У документу је описано седам аспеката Велике степе: култура коњаништва, античка металургија велике степе, животињски стил, златни човјек, колијевка турског свијета, Велики пут свиле и земља јабука и лала.

## Организације
И владине и јавне организације су укључене у културу у Казахстану.
- Министарство културе Републике Казахстан
- Председнички центар културе Републике Казахстан[50] је научни и културни комплекс настао у Астани 2000. године.
- Центар културног живота престонице је концертна сала са 1.500 места, настала унутар вјештачког брда – основе пирамиде Нормана Фостера.[51]
- Фондација првог председника Републике Казахстан[52] – јавни фонд
- Национални архивски фонд Републике Казахстан[53] – чува документе историјског и културног наслеђа народа Казахстана.
- Сорошев центар за савремену уметност - Алмати

Године 1989. у Казахстану је било 99 музеја и 9.700 библиотека.